# Carl Lawson
Carl Lawson (* 27. Oktober 1947) ist ein ehemaliger jamaikanischer Sprinter.
Bei den British Commonwealth Games 1970 in Edinburgh schied er über 200 Meter im Vorlauf aus und siegte in der 4-mal-100-Meter-Staffel.
1971 wurde er bei den Panamerikanischen Spielen in Cali Fünfter über 200 Meter und siegte mit der jamaikanischen 4-mal-100-Meter-Stafette.
1973 gewann er bei den Zentralamerika- und Karibikmeisterschaften Bronze über 100 Meter, 1974 erreichte er bei den British Commonwealth Games in Christchurch über 100 und 200 Meter das Halbfinale.

## Persönliche Bestzeiten
- 100 m: 10,44 s, 15. August 1972, München (handgestoppt: 10,2 s, 26. Juli 1973, Maracaibo)
- 220 yds: 20,2 s, 18. Mai 1973, Moscow